# بحيرة جافة
قاع البحيرة الجافة، المعروف أيضًا باسم السبخة، هو حوض أو منخفض كان يحتوي في السابق على مسطحات مائية ثابتة، والتي تختفي عندما تتجاوز عمليات التبخر عملية إعادة التعبئة. إذا كانت أرضية البحيرة الجافة مغطاة برواسب من المركبات القلوية، فإنها تُعرف باسم المسطح القلوي. وإذا كانت مغطاة بالملح، فإنها تعرف بأسم مسطح الملح.